# Siegfried Priglinger
Siegfried Georg Priglinger (* 11. April 1970 in Leonding, Österreich) ist ein österreichischer Augenarzt und seit September 2015 Ärztlicher Direktor der Universitäts-Augenklinik der Ludwig-Maximilians-Universität München.

## Leben
Priglingers Vater war auch bereits Professor der Augenheilkunde, er hat zwei Geschwister. Die schulische Ausbildung bis zur Matura durchlief Priglinger in Linz.
Priglinger studierte zunächst Biotechnologie an der Universität für Bodenkultur Wien. 1991 begann er ein Studium der Medizin an der Universität Wien, das er 1998 mit der Promotion summa cum laude abschloss. Es folgte ein Forschungsaufenthalt am Schepens Eye Research Institute der Harvard Medical School in Boston, wo sich Priglinger mit der Immunbiologie der Netzhauttransplantation beschäftigte. Nach der Facharztausbildung an der Augenklinik der Universität München, die er 2005 beendete, wurde er zum Oberarzt ernannt und erlangte im Folgejahr 2006 seine Habilitation, die er zum Thema „Wundheilung in der Ophthalmologie“ verfasste. Im Jahr 2007 wurde er Chefarzt der Augenklinik am Allgemeinen Krankenhaus Linz. Im Jahre 2011 wurde er zum außerplanmäßigen Professor an der Ludwig-Maximilians-Universität München ernannt und folgte 2015 dem Ruf zum Lehrstuhlinhaber für Augenheilkunde und Chefarzt der Augenklinik an die Ludwig-Maximilians-Universität München als Nachfolger seines Lehrers Anselm Kampik. 
Klinisch sowie in der Forschung liegt sein Schwerpunkt auf der chirurgischen Behandlung von Netzhaut- und Makulaerkrankungen (Netzhautablösung, Makulaforamen, Epiretinale Gliose), der minimal-invasiven chirurgischen Therapie des grauen und grünen Stars sowie von Hornhautdegenerationen (DMEK, DALK), der refraktiven Hornhautchirurgie (SMILE, LASIK, PRK) sowie der intravitrealen Therapie von degenerativen und hereditären Makulopathien (Makulaödem bei retinalen Venenverschlüssen, Altersbedingte Makuladegeneration, Diabetisches Makulaödem, Myope choroidale Neovaskularisation).
Priglinger ist mit der Augenärztin Claudia Priglinger, unter ihm habilitierte Oberärztin der Augenuniklinik München, verheiratet, mit der er fünf Kinder hat. Die Familie lebt in München.

## Schriften und Fachgesellschaften
Priglinger ist Autor von über 350 Publikationen in ophthalmologischen Journalen wie „American Journal of Ophthalmology“, „Retina“, „Investigative Ophthalmology & Visual Science“, „Journal of Cataract and Refractive Surgery“, „Acta Ophthalmologica“ und „Graefe's Archive for Clinical and Experimental Ophthalmology“. Ebenso ist Priglinger Mitglied mehrerer Fachgesellschaften und Redaktionskomitees/Editorial Boards, in zum Teil steuernden Positionen. So ist er President Elect des European Board of Ophthalmology (EBO), Vorstandsmitglied der Deutsche Ophthalmologische Gesellschaft (DOG), deren Präsidium er im Jahr 2025 innehaben wird, im Ausschuss für vitreoretinale Chirurgie der EURETINA und Herausgeber der Klinischen Monatsblätter für Augenheilkunde.